# Флорес, Хосуэ
Хосуэ Хавьер Флорес Меса (исп. Josué Javier Flores Meza; родился 31 марта 1993 года) — панамский футболист, защитник.

## Клубная карьера
Флорес начал карьеру в клубе «Чоррильо». 3 октября 2010 года в матче против «Сан-Франсиско» он дебютировал в чемпионате Панамы. В составе клуба Хосуэ дважды стал чемпионом Панамы. 2 августа 2015 года в поединке против «Атлетико Чирики» он забил свой первый гол за «Чоррильо».

## Международная карьера
В 2011 году в составе молодёжной сборной Панамы Флорес принял участие в молодёжном чемпионате КОНКАКАФ в Гватемале. На турнире он сыграл в матчах против команд Мексики, Суринама, Гондураса и США. В том же году Хосуэ принял участие в молодёжном чемпионате мира в Колумбии. На турнире он сыграл в поединках против Австрии, Египта и Бразилии. В том же году Роберто выступал за юношескую сборную Панамы на юношеском чемпионате мира в Мексике. На турнире он сыграл в матчах против команд Буркина-Фасо, Эквадора, Германии и Мексики.
В 2013 году Флорес во второй раз принял участие в молодёжном чемпионате КОНКАКАФ. На турнире он сыграл в матче против команды Сальвадора, Пуэрто-Рико и Ямайки.
В 2015 году Хосуэ в составе олимпийской сборной принял участие Панамериканских играх в Канаде. На турнире он сыграл в матче против Бразилии.

## Достижения
Командные
 «Чоррильо»
- Чемпион Панамы: Апертура 2011, Клаусура 2014